# Pilar da Bretanha

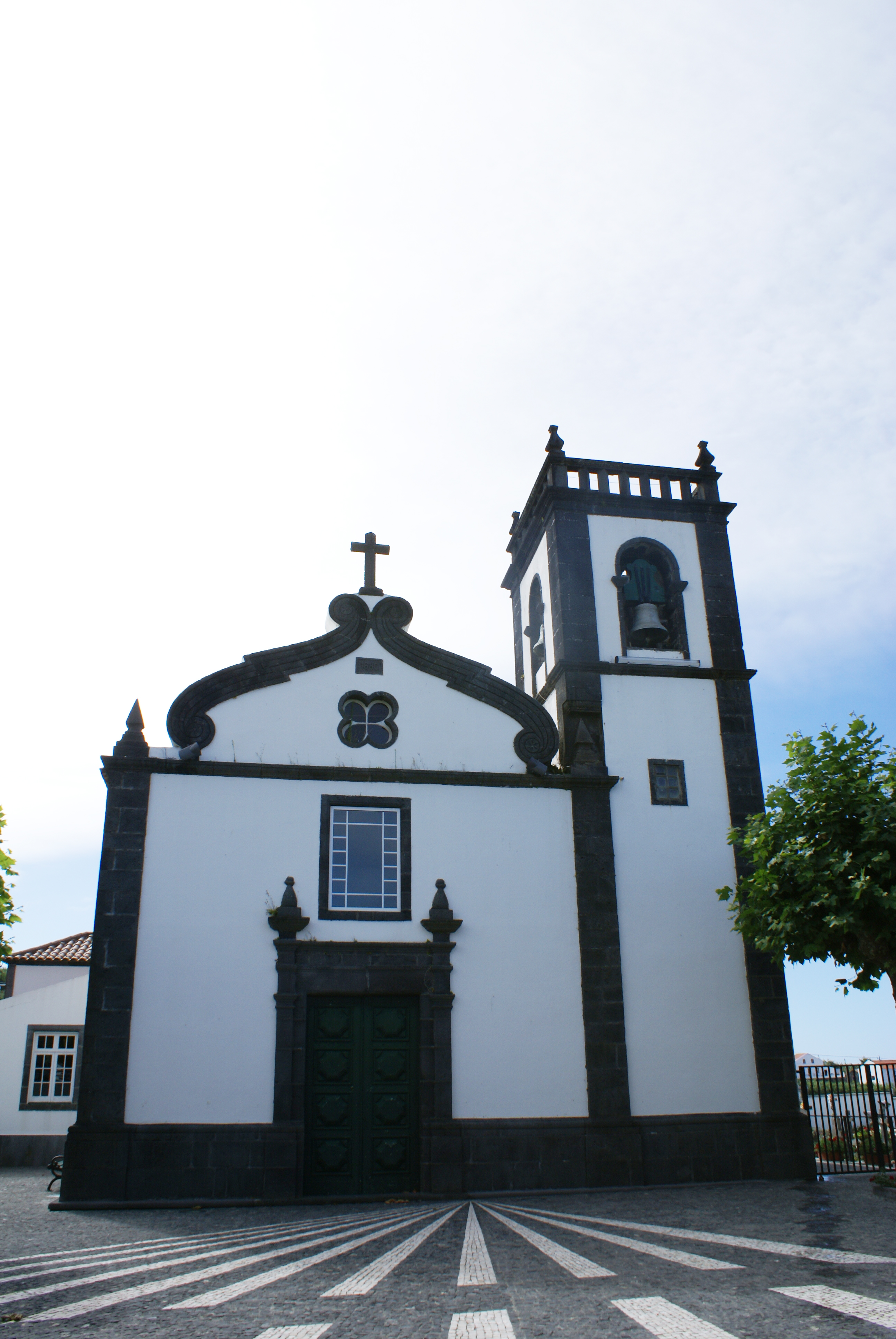
Die Gemeindekirche aus dem 17. Jahrhundert

Pilar da Bretanha ist eine portugiesische Gemeinde (Freguesia) im Kreis (Município) von Ponta Delgada auf der Azoreninsel São Miguel.

## Geschichte
Nach der Entdeckung der Insel Anfang des 15. Jahrhunderts ließen sich hier ab Ende des 15. Jahrhunderts portugiesische Siedler an den Küstengebieten nieder, hauptsächlich aus dem Alto Alentejo und der Estremadura. Später kamen auch Siedler aus Großbritannien und der Bretagne dazu. Dies war der Ursprung der Bezeichnung des Gebietes, das man erstmals 1527 unter der Bezeichnung Bretanha offiziell dokumentierte, und das bald eine eigene Gemeinde wurde. 1960 spaltete sich die fortan eigenständige Gemeinde Remédios ab, bevor Bretanha 2002 in Pilar da Bretanha und Ajuda da Bretanha aufgeteilt wurde.

## Sehenswürdigkeiten
Die denkmalgeschützte Igreja Paroquial de Pilar da Bretanha, auch Igreja de Nossa Senhora do Pilar, wurde im 17. Jahrhundert errichtet.
Die Caldeira Sete Cidades, ein nahegelegener See, bietet Bademöglichkeiten und Restaurants.
In João Bom hat sich das deutsche Künstlerehepaar Karin und Bernd Kilian niedergelassen. Sie schaffen und verkaufen dort Bilder und Skulpturen am Ort. So stellt ihr Garten mit dem kunstvoll verzierten Ferienhaus eine häufig fotografierte Sehenswürdigkeit des Ortes dar.

## Verwaltung
Pilar da Bretanha ist eine Gemeinde (Freguesia) im Kreis (Concelho) von Ponta Delgada. In ihr leben 576 Einwohner (Stand 19. April 2021).
Zur Gemeinde gehört neben dem Hauptort auch die Ortschaft João Bom.

## Verkehr
Der Ort liegt an der Küstenstraße ER 1-1. Die Buslinien 208, 209, 219 und 222 verbinden ihn bis zu neunmal täglich mit der Hauptstadt Ponta Delgada (Stand 2013).